# اودژووو (شهرستان پژسوخا)
اودژووو (به لهستانی:  Odrzywół) یک روستا در لهستان است که در گمینا اودژووو واقع شده‌است. اودژووو ۱٬۳۰۰ نفر جمعیت دارد.